# 横須賀市立鴨居中学校
横須賀市立鴨居中学校（よこすかしりつ かもいちゅうがっこう）とは、神奈川県横須賀市鴨居3丁目にある市立中学校。

## 沿革
- 1954年（昭和29年） - 横須賀市立浦賀中学校から分離、開校[1]。
- 2011年（平成23年）3月31日 - 横須賀市立上の台中学校を統合[2]。

## 部活動

### 運動部
- 卓球部
- 陸上競技部
- サッカー部
- バドミントン部
- ソフトテニス部（男子）
- ソフトテニス部（女子）
- バレーボール部（女子のみ）
- 野球部
- 水泳部

### 文化部
- 吹奏楽部
- 科学部
- 美術部
- 家庭科部

## 通学区域
2022年度は以下の通りである。
- 二葉
- 小原台
- 鴨居1丁目～4丁目
- 東浦賀2丁目（1番～23番を除く)

## 進学前小学校
- 横須賀市立小原台小学校 - 全域
- 横須賀市立鴨居小学校 - 全域

また、公立学校選択制により、以下の学校からも進学できる。
- 横須賀市立山崎小学校
- 横須賀市立大津小学校
- 横須賀市立根岸小学校
- 横須賀市立大塚台小学校 - 久里浜中学校が通学区域の地域は除く
- 横須賀市立走水小学校
- 横須賀市立馬堀小学校
- 横須賀市立望洋小学校
- 横須賀市立浦賀小学校
- 横須賀市立高坂小学校

## 交通
- 京浜急行バス 小原台入口バス停より徒歩5分
- 京浜急行電鉄 浦賀駅より徒歩20分

## 著名な出身者
- 谷口博之（サッカー選手・サガン鳥栖）
- 柴崎貴広（サッカー選手・東京ヴェルディ）
- 伊東純也（サッカー選手・KRCヘンク）